# 도쿠가와 이에하루
도쿠가와 이에하루(일본어: 徳川 家治, 1737년 6월 20일 음력 5월 22일 ~ 1786년 음력 8월 25일)는 에도 막부의 제10대 쇼군(재위 1760년-1786년)이다. 도쿠가와 이에시게의 맏아들이다.
도쿠가와 이에시게의 아들로 일찍이 영특한 재능을 보여왔다. 할아버지 도쿠가와 요시무네가 이에시게를 후계자로 정한 것도 바로 이 때문이다.
1760년 이에시게로부터 쇼군직을 물려받았다. 조선 통신사를 에도에서 영접(1764년)한 마지막 쇼군이다. 아들 도쿠가와 이에모토가 있었으나 1779년 병사하였다. 그의 재임 기간에 다누마 오키쓰구가 로주로 있었다.

## 가계
- 미다이도코로 : 이소노미야 (신칸인(心観院)) - 나오히토 친왕의 딸
  - 장녀 : 치요히메 (1756년 - 1757년) - 카코인(華光院)
  - 차녀 : 만쥬히메 (1761년 - 1773년) - 도쿠가와 하루요시의 약혼자. 요절. 조다이인(乗台院)
- 측실 : 렌코인(蓮光院) - 츠다 노부나리의 딸
  - 장남 : 도쿠가와 이에모토 (1762년 - 1779년)
- 측실 : 요렌인(養蓮院) - 후지이 카네츠네의 딸
  - 차남 : 사다지로(貞次郎) (1762년 - 1763년)
- 양자
  - 도쿠가와 이에나리 - 11대 쇼군, 도쿠가와 하루사다의 장남
  - 타네히메 (테이쿄인(貞恭院)) - 도쿠가와 무네타케의 딸, 도쿠가와 하루토미의 아내